# Gaspare Invrea
Gaspare Invrea (n. 23 ianuarie 1850, Torino, Regatul Sardiniei – d. 8 septembrie 1917, Genova, Italia), cunoscut și sub pseudonim Remigio Zena, a fost un scriitor și poet de origine italiană.